# Batheay

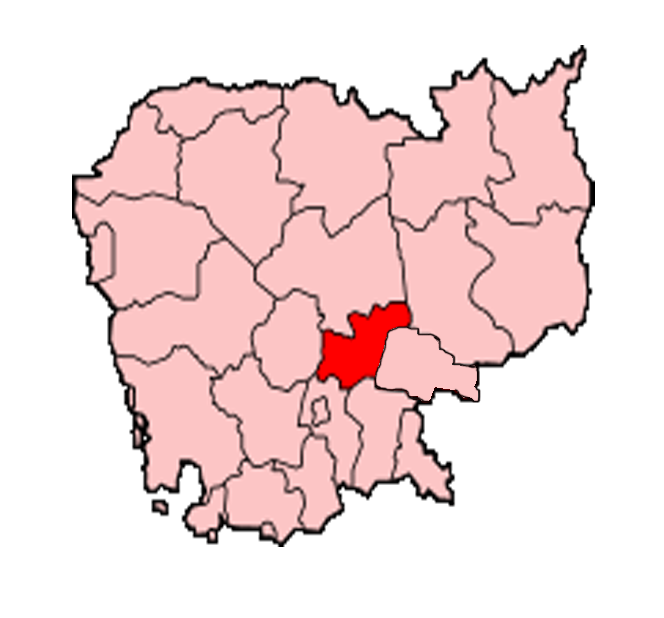
Vị trí trong tỉnh Kampong Cham

Huyện Bateay là một huyện ở tỉnh Kampong Cham, Campuchia. Huyện này được chia ra 12 khum avf 80 phum.

## Xã và thôn
| Khum (Xã)    | Phum (Làng)                                                                                           |
| ------------ | --- |
| Batheay      | Svay Pok, Batheay, Srah Pring, Chreaek, Tuol, Ou Mal                                                  |
| Chbar Ampov  | Chbar Ampov, Tuol Chan, Anlong Chrey, Stueng Chveng                                                   |
| Chealea      | Chea Lea, Ta Ngil, Tang Krang, Baek Peang, Phnum Thum                                                 |
| Cheung Prey  | Cheung Prey, Andoung Snay, Prasoutr Ka, Prasoutr Kha, Trabaek, Trayang Pong                           |
| Me Pring     | Me Pring, Tang Thlaeung, Tang Srei, Tang Roleang, Prey Kaor                                           |
| Ph'av        | Ph'av, Samraong, Tang Boeng, Ba Kal, Prey Nha, Kandaol                                                |
| Sambour      | Sambour, Balang, Veal, Sangkaeub, Ta Poy, Chong, Tao Baek                                             |
| Sandaek      | Kampal, Pou Steang, Svay Prey, Tang Chrey, Sroengk                                                    |
| Tang Krang   | Phnum Del, Cheung Chhnok, Tboung Phnum, Popit, Ak Tieng, Kampong Preah, Tang Kouk, Prasat             |
| Tang Krasang | Boeng Veaeng, Kradas Ka, Kradas Kha, Sdok Thum, Trav Phni, Khvet, Boeng, Khtum, Chan, Chi Neang       |
| Trab Roung   | Damrei, Kampout, Phnum Touch, Tum Prong, Thmei, Pou Ruessei, Trab, Chan Kong, Thkov, Thma Kaev, Routh |
| Tumnob       | Tumnob Leu, Prayuk, Doun Paen, Rung, Prasam, Sroeng, Trapeang Snao                                    |